# Notre-Dame-de-Montauban
Notre-Dame-de-Montauban es un municipio canadiense situado en la provincia de Quebec.

## Superficie
Notre-Dame-de-Montauban tiene una superficie de 162,4 km².

## Demografía
En 2021, tenía 815 habitantes, una densidad poblacional de 5 hab./km², y 731 viviendas.